# Jones' Jonah Day
Jones' Jonah Day è un cortometraggio muto del 1913 diretto da Pat Hartigan e interpretato da John E. Brennan, Ruth Roland e Marshall Neilan.

## Trama
Il signor Jones va dal barbiere: il nuovo taglio di capelli, però, lo fa assomigliare in modo singolare a un galeotto appena evaso di prigione. Approfittando dell'assenza della moglie che è andata a trovare la madre, il signor Jones si prende una giornata di vacanza, andando a pescare. Ma si trova davanti al suo sosia, il galeotto in fuga, che gli sequestra i vestiti dandogli in cambio la sua divisa carceraria. Nelle tasche del vestito rubato, l'evaso trova una nota della signora Jones nella quale questa avvisa il marito di avergli lasciato il pranzo pronto. Affamato, l'uomo decide di seguire le istruzioni del biglietto. Così, mentre il signor Jones se la vede brutta, scambiato per il vero fuggitivo, quest'ultimo si fa una piccola vacanza prima di essere catturato e riportato in prigione.

## Produzione
Il film, prodotto dalla Kalem Company, fu girato a Santa Monica.

## Distribuzione
Distribuito dalla General Film Company, il film - un cortometraggio di 150 metri - uscì nelle sale cinematografiche statunitensi il 14 marzo 1913. Nelle proiezioni, veniva programmato con il sistema dello split reel, accorpato in un'unica bobina con un altro cortometraggio prodotto dalla Kalem, il western An Indian Maid's Warning.